# Entlassungsmanagement
Entlassungsmanagement (auch Pflegeüberleitung, Entlassmanagement oder Überleitungsmanagement) ist ein auf den Patienten abgestimmtes Versorgungsmanagement, mit dem Krankenhäuser dafür sorgen, dass Patienten auch nach ihrer Entlassung medizinisch richtig versorgt werden. Ziel ist, eine lückenlose sektorenübergreifende Versorgung nach Entlassung oder Verlegung sicherzustellen. Gesetzlich Versicherte haben einen gesetzlichen Anspruch auf ein Entlassungsmanagement.

## Hintergrund
In der Praxis hat sich gezeigt, dass gerade bei Patienten, die aufgrund eines akuten Ereignisses (Schlaganfall, Herzinfarkt, Unfall u. a.) bzw. einer entgleisten Grunderkrankung (z. B. COPD, Herzinsuffizienz, Demenz u. a.) einen stationären Aufenthalt benötigten, die Nachversorgung trotz unterschiedlicher Bemühungen der Krankenhäuser für den Patienten in seiner Versorgungsrealität nicht ausreichend geregelt ist und kein strukturiertes Entlassungsmanagement erfolgt.

## Entlassungsprozess
Beim Entlassungsmanagement handelt es sich um eine multiprofessionelle Aufgabe, da sowohl bei der Beurteilung als auch bei der Organisation der Versorgung für die Zeit nach einem stationären Aufenthalt Elemente aus Medizin, Pflege, Rehabilitation sowie Aspekte des Sozialwesens einzubeziehen sind. Dadurch soll die Kontinuität der Versorgung an den Schnittstellen gewährleistet und eine verbesserte Kommunikation zwischen den beteiligten ambulanten und stationären Versorgungsbereichen erreicht werden.
Schon vor der Entlassung werden deshalb notwendige medizinische Informationen an die nachbetreuenden Organisationen und Einrichtungen übermittelt, damit diese eventuell notwendige Vorbereitungen treffen können.

## Zielsetzung
Auf Basis einer in der verlegenden Einrichtung zu erstellendem Pflegeassessments (Ist-Stand) soll die kontinuierliche poststationäre Versorgung durch sektorübergreifende Behandlung und Betreuung gewährleistet werden und Folgeschäden und -kosten durch Versorgungsbrüche vermieden werden. Durch eine geplante und abgestimmte Überleitung können Patienten früher entlassen werden, während die niedergelassenen Ärzte die Behandlung bei gleichzeitiger organisatorischer Entlastung optimieren können. Die ambulanten Pflegedienste oder die nachfolgende Einrichtung profitieren dabei von der verbesserten Koordination und können ihre personellen Ressourcen optimieren. Je nach Definition und Zielsetzung werden diese Ziele durch unterschiedliche Maßnahmen angestrebt, beziehungsweise wird das Verständnis der Pflegeüberleitung weiter oder enger gefasst.

## Begriffe und Definitionen
Innerhalb der Pflege werden verschiedene Begriffe verwendet, mit denen die pflegerischen Maßnahmen zur Versorgungsintegration vor, während und nach der Entlassung eines Patienten beschrieben werden. Einheitliche Bezeichnungen und Definitionen zu diesem Gebiet lassen sich aus der pflegewissenschaftlichen Fachliteratur nicht ableiten.

### Pflegeüberleitung
Bei der Pflegeüberleitung wird die Entlassung aus der verlegenden Einrichtung unter Abstimmung mit der Folgeeinrichtung vorbereitet. Sie beschreibt im Allgemeinen die strukturellen und organisatorischen Maßnahmen zur Gewährleistung der weiteren Versorgung. Der beteiligten Pflegefachperson kommen dabei schwerpunktmäßig Informations-, Beratungs- und Managementaufgaben zu. Sie koordiniert den Verlegungsprozess für den Übergang des Patienten in ein anderes Umfeld und bezieht dabei ihn und seine Angehörigen mit ein. Ein Instrument hierfür ist der Überleitungsbericht oder -bogen; ein Formular, das die relevanten Angaben zum Patienten enthält, darunter beispielsweise personenbezogene Daten, Beschreibung des Allgemein- und Ernährungszustandes, Wundstatus, erforderlicher Unterstützungsbedarf und benötigte Hilfsmittel.
Der Deutsche Berufsverband für Pflegeberufe (DBfK) definierte 1997 neben der pflegerischen Beratung und Anleitung des Patienten auch die frühzeitige und fachgerechte Beschaffung von Heil- und Hilfsmitteln sowie die Vermittlung von Kurzzeitpflegeplätzen zur Vermeidung von Fehlbelegungen in den Akutkrankenhäusern als Aufgaben der Pflegeüberleitung.

### Übergangspflege
Die Übergangspflege wird länderspezifisch unterschiedlich gestaltet.

#### Österreich
Der in Österreich weitgehend einheitlich verstandene und verwendete Begriff der Übergangspflege wird in Anlehnung zu Böhm definiert, der in seinem psychodynamischen Pflegemodell ein Konzept zur Übergangspflege integriert hat. Die Übergangspflege beginnt hierbei nicht zeitnah vor der Entlassung, sondern setzt bei der Aufnahme ein. Dabei werden über die organisatorischen Maßnahmen hinaus auch persönliche Dienstleistungen durch die Pflege verstanden, die beispielsweise die Schulung der Angehörigen, Informationen über den Heilungsverlauf und die unmittelbare Begleitung des Patienten in die häusliche Umgebung umfasst. Sie entspricht im Wesentlichen dem in Deutschland verwendeten Definition der Pflegeüberleitung.

#### Deutschland
In Deutschland wurde der Begriff Übergangspflege bisher zum einen im Sinne einer Kurzzeitpflege, zum anderen in Anlehnung an das Böhmsche Konzept verwendet. Seit dem 20. Juli 2021 besteht für Patienten nach einer Krankenhausbehandlung unter bestimmten Voraussetzungen ein Anspruch auf Übergangspflege im Krankenhaus gemäß § 39e SGB V. Wenn im unmittelbaren Anschluss an eine Krankenhausbehandlung erforderliche Leistungen der häuslichen Krankenpflege, der Kurzzeitpflege, Leistungen zur medizinischen Rehabilitation oder andere Pflegeleistungen „nicht oder nur unter erheblichem Aufwand“ erbracht werden können, übernimmt die Gesetzliche Krankenversicherung die Kosten für die Übergangspflege. Sie wird für maximal zehn Tage in dem Krankenhaus erbracht, in dem unmittelbar vorher die Behandlung erfolgte. Der Patient wird dort mit den nötigen Arznei-, Heil- und Hilfsmitteln versorgt und erhält unter anderem Verpflegung, Grund- und Behandlungspflege sowie eine im Einzelfall erforderliche ärztliche Behandlung.

### Überleitungspflege
Die Überleitungspflege ist die unmittelbare Betreuung des Patienten durch Pflegepersonal, das ihn beim Übergang
von der einen Betreuungsform in die andere zeitweise begleitet. Sie beinhaltet die organisatorischen und strukturellen Maßnahmen der Pflegeüberleitung und soll damit den Übergang von einem Krankenhaus in eine weitere pflegerische Versorgung – stationär oder ambulant – erleichtern. Daneben kann die Überleitungspflege auch die Entlassung eines Pflegebedürftigen aus dem Krankenhaus in sein häusliches Umfeld unterstützen. Damit soll die Überleitungspflege eine Verbindung zwischen Krankenhaus, sozialen Einrichtungen und gegebenenfalls dem Zuhause des Patienten schaffen. Sie will erreichen, dass pflegebedürftige Patienten nach ihrer Entlassung oder Verlegung aus dem Krankenhaus, dem Pflegeheim oder der ambulanten Pflege weiter gut versorgt sind. Insbesondere nach der Entlassung aus dem Krankenhaus soll damit auch eine erneute Aufnahme vermieden werden, die wegen unzureichender pflegerischer und medizinischer Versorgung kurzfristig wieder notwendig werden könnte („Drehtür-Effekt“).

### Brückenpflege
Das in den 1980ern in Baden-Württemberg entstandene und in die Regelversorgung implementierte Konzept der Brückenpflege dient dazu, insbesondere onkologischen Patienten eine häusliche Versorgung zu ermöglichen, die dem Versorgungsstand innerhalb eines stationären Umfeldes gleicht. Neben den Aufgaben der Überleitung überwacht die Brückenpflege auch im ambulanten Bereich die Effizienz der Versorgung, gewährleistet die psychosoziale Betreuung der Erkrankten und die Symptomkontrolle.

### Entlassungsplanung/Entlassmanagement in Deutschland
Die Begriffe Entlassungsplanung und Entlassmanagement werden in neueren Schriften verwendet, sie sollen den multiprofessionellen und interdisziplinären Ansatz der Pflegeüberleitung betonen. Zu dieser Thematik wurde 2002 in Deutschland vom Deutschen Netzwerks für Qualitätsentwicklung in der Pflege (DNQP) der Expertenstandard Entlassmanagement formuliert. Dieser soll nicht die Organisation der Entlassung im Einzelnen regeln, sondern die vorhandenen Ansätze einer systematischen Patientenentlassung optimieren sowie die Koordinierungsfunktion der Pflegefachkräfte und den multidisziplinären Ansatz betonen.

### Entlassungsplanung im Case Management
Im anglo-amerikanischen Raum hat die Entlassungsplanung in Pflegepraxis und -forschung nicht zuletzt wegen ihrer Bedeutung für die Kostendämpfung im Gesundheitswesen einen erheblichen Stellenwert. Die allgemeine Definition ähnelt dabei im Wesentlichen dem deutschen Verständnis der Pflegeüberleitung, ein zusätzlicher Fokus liegt dabei auf der Vermeidung unnötiger Krankenhausaufenthalte durch bestmögliche häusliche Versorgung. Unterschieden werden kann dabei zwischen Discharge planning (engl. für Entlassungsplanung), bei der die Entlassung aus dem stationären Bereich auch die Beendigung der Pflegesituation und -notwendigkeit bedeutet und dem Transitional planning (engl. für Übergangsplanung), bei der der Übergang von einem Pflegeumfeld in ein anderes oder der Übergang in eine andere Pflegeebene geplant wird. Seit den 1980ern wird das ehemals ausschließlich dem discharge planer (engl. für Entlassmanager) zugeordnete Fachgebiet der Überleitung in den Bereich des Case Managements (engl. für Fallmanagement) zugeordnet. Die Betreuung endet dabei nicht mit der Verlegung, sondern geht weit in die poststationäre Phase hinein und umfasst die ambulante Ressourcenmobilisation, die multidisziplinäre Koordination und die Patientenbetreuung durch Anwendung pflegewissenschaftlich fundierter Techniken des patientenorientierten Case managements beim Übergang von einer Betreuungsebene in eine andere.

### Entlassrezept in Deutschland
Im Oktober 2017 wurde in Deutschland das Entlassrezept eingeführt, mit welchem Krankenhausärzte Arzneimittel oder Hilfsmittel verordnen können. Entlassrezepte dürfen nur innerhalb von drei Werktagen zulasten der GKV von Apotheken beliefert werden, wobei der Ausstellungstag bereits mitzählt. Die Verordnung von Arzneimitteln auf Entlassrezepten ist auf Packungen mit der kleinsten Packungsgrößenkennzeichnung beschränkt. Entlassrezepte dürfen nur von Ärzten mit abgeschlossener Facharztausbildung ausgestellt werden.

### Gesetzliche Grundlagen in Deutschland
Erste Planungen sahen vor, den Anspruch des Patienten auf Versorgungsmanagement (§ 11 Abs. 4 SGB V) mit der Aufnahme des Entlassmanagements als definierte Leistung des Krankenhauses (§ 39 Abs. 1 SGB V) zu verstärken und die Landesverbände der Krankenkassen und Krankenhäuser zu beauftragen, die Einzelheiten dieser Regelung in entsprechenden Verträgen nach § 112 SGB V zu regeln.
Mit dem GKV-Versorgungsstärkungsgesetz änderten sich 2015 unter anderen die Vorschriften im SGB V zur Krankenhausbehandlung. § 39 Abs. 1a verpflichtet seitdem die Krankenhäuser, ein Entlassmanagement durchzuführen: „Die Krankenhausbehandlung umfasst ein Entlassmanagement zur Unterstützung einer sektorenübergreifenden Versorgung der Versicherten beim Übergang in die Versorgung nach Krankenhausbehandlung. […] Das Entlassmanagement und eine dazu erforderliche Erhebung, Verarbeitung und Nutzung personenbezogener Daten dürfen nur mit Einwilligung und nach vorheriger Information des Versicherten erfolgen. […]“
Der entsprechende Rahmenvertrag Entlassmanagement zwischen der Deutschen Krankenhausgesellschaft (DKG), der Kassenärztlichen Bundesvereinigung (KBV) und dem GKV-Spitzenverband trat am 1. Oktober 2017 in Kraft.